# 林岳西站
林岳西站是佛山地铁2号线和南海有轨电车1号线的一座换乘车站，位于中国广东省佛山市南海区泰山路与林岳大道交界处东侧。车站于2021年12月28日随佛山地铁2号线一期开通而启用。随着南海有轨电车1号线后通段在2022年11月29日开通，而成为换乘车站。
本站南侧为2号线林岳综合维修基地（又称“林岳车辆段”），其建有配套的林岳西TOD项目，而该项目建成时为佛山最大的TOD项目。

## 车站结构

### 车站楼层
本站共有三层，地面为车站各出入口及站廳，周边为林岳大道、林岳综合维修基地；地上二層為2號綫和南海有轨电车1号线共用的月台。
| 地上三层 | 上层站厅 | 售票機、客服中心、安检设施、E-F出入口 通往林岳综合维修基地上蓋物业 |  |  |
| 地上二层 | 2 站台   | █2号线 南庄方向（下站：石洲）                                      |  |  |
|          | 岛式站台 |                                                                    |  |  |
|          | 3 站台   | █南海有轨1号线 𧒽崗方向（下站：林岳北）                            |  |  |
|          | 4 站台   | █南海有轨1号线 林岳东方向（下站：林岳东）                          |  |  |
|          | 岛式站台 |                                                                    |  |  |
|          | 1 站台   | █2号线 广州南站方向（下站：林岳东）                                |  |  |
| 地面     | 下层站厅 | 售票機、客服中心、商店、警务室、安检设施、A-D出入口                |  |  |

### 站台以及换乘
本站设有2个岛式站台，位于林岳大道南侧的上空。
本站为顺向同台换乘站。2号线南庄方向的乘客可在本站同台换乘至南海有轨电车1号线𧒽崗方向，南海有轨电车1号线林岳东站方向的乘客亦可同台换乘2号线前往广州南站。
本站的两个站台均设有卫生间，其中北侧站台设于东端，南侧站台设于西端。

### 出入口
本站现有5个出入口正式开放予乘客使用。北侧的C、D口于2号线开通时启用；南侧的A、B口于南海有轨电车1号线开通时建成，但由于林岳综合维修基地上盖物业尚未建成，A、B口一度仅作员工通道，直至2024年1月19日才正式启用。位于三楼站厅的E出入口在2023年8月31日正式启用。另有位于三楼站厅的F出入口尚未启用。
|                   |                           |      |          |                                                    |
|                   |                           |      |          |                                                    |
| 編號              | 无障碍设施                | 图片 | 出口指示 | 建議前往的目的地                                   |
| A                 | 盲道标志 · 无障碍通道标志 |      | 泷湾云城 | 龙湾实验学校                                       |
| B                 | 盲道标志 · 无障碍通道标志 |      | 泷湾云城 | 龙湾实验学校                                       |
| C                 | 盲道标志 · 无障碍通道标志 |      | 林岳大道 | 林岳西公交站（东行）、东村路口公交站               |
| D                 | 盲道标志 · 无障碍通道标志 |      | 林岳大道 | 文瀚第四小学、林岳西公交站（西行）、林岳村委公交站 |
| E                 |                           |      | 泷湾云城 | 龙湾实验学校                                       |
| 註： 設有 \| 設有 |                           |      |          |                                                    |

## 接驳交通
本站附近设有林岳西公交站。
| 公交 \| 编号 \| 编号 \| 线路 \| 线路 \| 线路 \| 收费 \| 备注 \| \| ---- \| ------ \| ------------------------------ \| ---- \| ---------------- \| ---- \| -------------------- \| \| \| 佛桂12 \| （佛山）环岛南路中（保利滨湖） \| ⇆ \| （广州）芳村西塱 \| 2元 \| \| \| \| 桂21 \| 平洲江滨公园 \| ⇆ \| 林岳市场 \| 2元 \| 部分班次绕经文翰中学 \| |        |                                |      |                  |      |                      |
| 编号 | 编号   | 线路                           | 线路 | 线路             | 收费 | 备注                 |
| | 佛桂12 | （佛山）环岛南路中（保利滨湖） | ⇆    | （广州）芳村西塱 | 2元  |                      |
| | 桂21   | 平洲江滨公园                   | ⇆    | 林岳市场         | 2元  | 部分班次绕经文翰中学 |

## 利用状况
车站周边均为村落，同时南侧林岳车辆段上盖物业尚未开始入伙，因此本站进出站客流较少；但因本站是2号线和有轨1号线的换乘站，部分有轨1号线沿线的乘客会选择在本站换乘来往广州南站，番禺或顺德其它地区。

## 历史

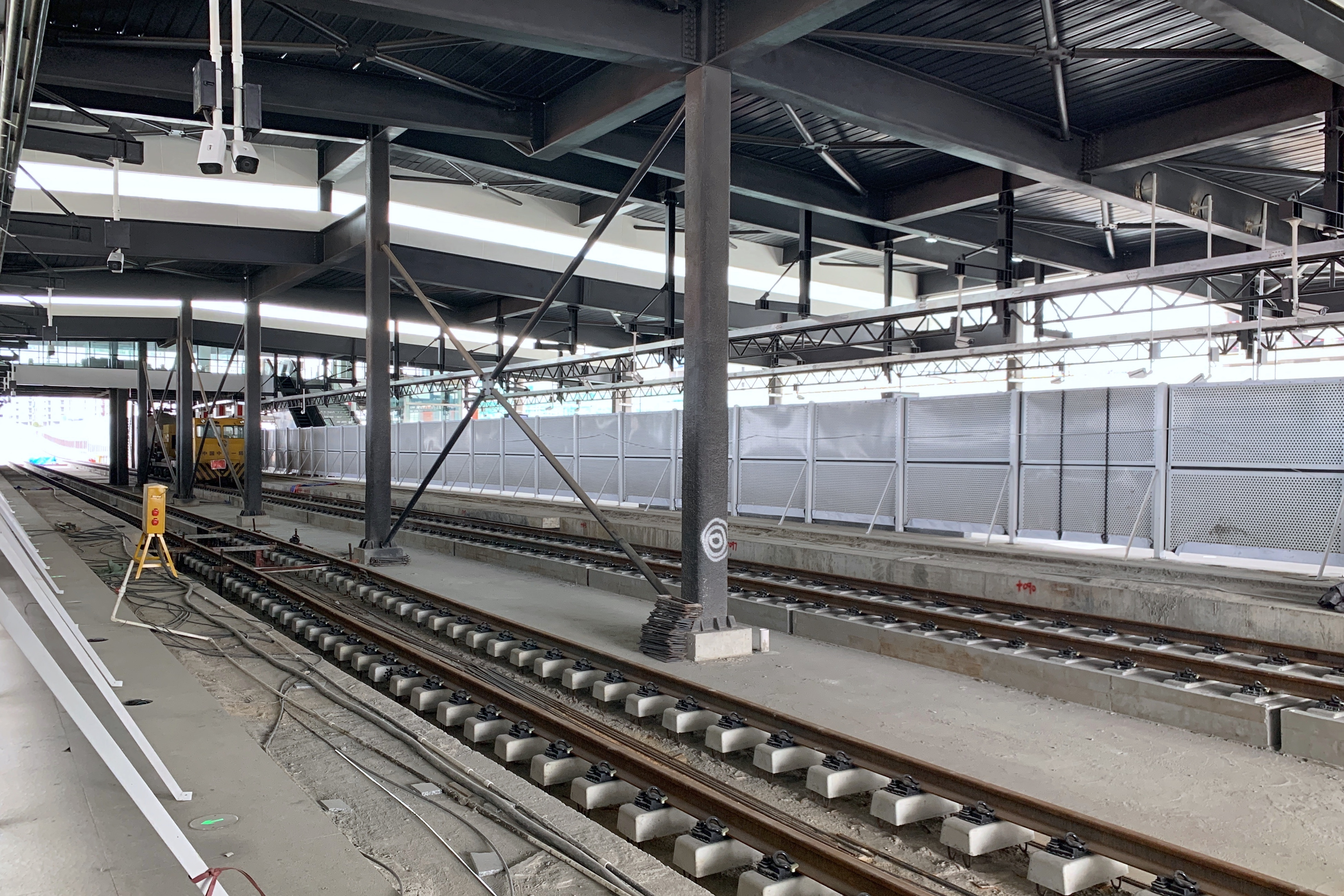
南海有轨1号线轨行区（2022年2月）

本站在规划和施工期间均称为林岳西站，命名来源于车站位于林岳村西侧，并在2号线开通前夕确认作为正式站名。
车站早期规划时仅为2号线中途站。后来南海新交通（现南海有轨电车1号线）规划变更为沿泰山路行走，终点站也变更至本站，与2号线换乘。其后车站设计历经多次变更，最终确定为现时的新交通和2号线顺向同台换乘的设计。2021年初新交通确定从本站继续延伸至林岳东站，车站从新交通的终点站变更为中途站，原设计用于折返的東端站后交叉渡线也被取消。
2021年12月28日，本站地面站厅和2号线站台啟用；2022年11月29日，本站南海有轨电车1号线站台启用；2023年8月31日，本站地上3层站厅启用。